# Kevin Spadanuda
Kevin Spadanuda (Bülach, 16 gennaio 1997) è un calciatore svizzero, centrocampista del Lucerna.

## Carriera
Cresciuto nel settore giovanile di Grasshoppers e Aarau, ha iniziato la carriera nelle serie minori del campionato svizzero, vestendo le casacche di Schöftland e Baden. Nel 2019 viene acquistato dall'Aarau, dove in 3 stagioni trascorse in seconda divisione, totalizza 98 presenze e 30 reti tra campionato e coppa. Questo gli vale l'attenzione da parte dell'Ajaccio, neopromosso in Ligue 1, che lo acquista nella sessione estiva di calciomercato del 2022.

## Statistiche

### Presenze e reti nei club
Statistiche aggiornate al 17 giugno 2025.
| Stagione        | Squadra         | Campionato      | Campionato | Campionato | Coppe nazionali | Coppe nazionali | Coppe nazionali | Coppe continentali | Coppe continentali | Coppe continentali | Altre coppe | Altre coppe | Altre coppe | Totale | Totale |
| Stagione        | Squadra         | Comp            | Pres       | Reti       | Comp            | Pres            | Reti            | Comp               | Pres               | Reti               | Comp        | Pres        | Reti        | Pres   | Reti   |
| --------------- | --------------- | --------------- | ---------- | ---------- | --------------- | --------------- | --------------- | ------------------ | ------------------ | ------------------ | ----------- | ----------- | ----------- | ------ | ------ |
| feb.-giu. 2018  | Schöftland      | 2Li             | 9          | 2          |                 | -               | -               |                    | -                  | -                  |             | -           | -           | 9      | 2      |
| 2018-2019       | Baden           | 1L              | 22+3       | 11+1       |                 | -               | -               |                    | -                  | -                  |             | -           | -           | 25     | 12     |
| 2019-2020       | Aarau           | ChL             | 23         | 3          | CS              | 1               | 0               |                    | -                  | -                  |             | -           | -           | 24     | 3      |
| 2020-2021       | Aarau           | ChL             | 33         | 6          | CS              | 4               | 0               |                    | -                  | -                  |             | -           | -           | 37     | 6      |
| 2021-2022       | Aarau           | ChL             | 34         | 18         | CS              | 3               | 3               |                    | -                  | -                  |             | -           | -           | 37     | 21     |
| Totale Aarau    | Totale Aarau    | Totale Aarau    | 90         | 27         |                 | 8               | 3               |                    | -                  | -                  |             | -           | -           | 98     | 30     |
| 2022-2023       | Ajaccio         | L1              | 22         | 0          | CF              | 0               | 0               |                    | -                  | -                  |             | -           | -           | 22     | 0      |
| 2023-2024       | Lucerna         | SL              | 14         | 0          | CS              | 2               | 0               | UECL               | 3                  | 0                  |             | -           | -           | 19     | 0      |
| 2024-2025       | Lucerna         | SL              | 36         | 4          | CS              | 2               | 0               |                    | -                  | -                  | -           | -           | -           | 38     | 4      |
| Totale Lucerna  | Totale Lucerna  | Totale Lucerna  | 50         | 4          |                 | 4               | 0               |                    | 3                  | 0                  |             | -           | -           | 57     | 4      |
| Totale carriera | Totale carriera | Totale carriera | 196        | 45         |                 | 12              | 3               |                    | 3                  | 0                  |             | -           | -           | 211    | 48     |